# Заборонена зона

Зонна структура арсеніду галію. Заборонена зона відповідає тим значенням енергії, для яких немає рівнів. Візуально - проміжок між верхньою та нижньою кривими.

Заборо́нена зо́на — у зонній теорії кристалів проміжок енергій, в якому не існує делокалізованих одноелектронних станів.
Найчастіше цей термін застосовується для проміжку заборонених значень енергії між валентною зоною та зоною провідності в напівпровідниках і діелектриках.

## Характеристики
Характеризується шириною забороненої зони, тобто різницею енергій між дном зони провідності й верхом валентної зони.
Залежно від того, в якій точці зони Брілюена розташовані дно зони провідності й верх валентної зони, напівпровідники діляться на прямозонні й непрямозонні. Прикладом прямозонних напівпровідників може служити арсенід галію (GaAs), непрямозонних — кремній (Si).